# 검붉은덤불다람쥐
검붉은덤불다람쥐(Paraxerus lucifer)는 다람쥐과에 속하는 설치류의 일종이다. 말라위와 탄자니아, 잠비아에서 발견된다. 말라위에서 미수쿠 구릉지대와 니카 고원에서 서식하고, 탄자니아에서 포로토 산맥과 룽웨 산에서 서식한다. 잠비아에서 발견될 것으로 예상되는 마핑카 구릉지대와 마쿠 산맥에서는 발견되지 않는다. 자연 서식지는 아열대 또는 열대 기후 지역의 습윤 산지림과 관목 지대, 건조 저지대 초원이다. 서식지 감소로 위협을 받는 것으로 추정된다.